# Kosierady Wielkie
Kosierady Wielkie [pronunciación en polaco: /kɔɕɛˈradɨ ˈvjɛlkʲɛ/] es una localidad situada en el municipio (gmina) de Sokołów Podlaski, en el distrito de Sokołów, voivodato de Mazovia, Polonia. Según el censo de 2021, tiene una población de 57 habitantes.